# Millencolin
I Millencolin sono un gruppo punk rock formatosi nel 1992 a Örebro, Svezia.

## Storia

### Gli inizi
Erik Ohlsson, Mathias Färm e Nikola Sarcevic formano la band in Örebro in Svezia. Prima di questo momento suonavano in altre band (punk) svedesi. Erik era la chitarra nei "Charles Harfager"; Nikola e Mathias avevano un loro gruppo. Decidono quindi di formare una loro "skate-rock" band. Il loro nome deriva da un trick dello skate, il melancholy (meglio conosciuto come "sad air"); il nome fu cambiato nell'attuale per renderlo più sonoro. Registrarono una demo su cassetta di 10 brani nel ‘93 chiamata "Goofy". Poco dopo Larzon incominciò a far parte della band, prima faceva parte dei "Kung Punk". Frederik Larzon prese il posto del batterista improvvisato che divenne il secondo chitarrista.
La band era composta da quella che è anche l'attuale composizione dei Millencolin:
- Nikola Sarcevic - basso, Voce
- Erik Ohlsson - chitarra
- Mathias Färm (ex batteria) - chitarra
- Frederik Larzon - batteria

Nell'estate del '93 fecero un'altra demo su cassetta sempre di 10 pezzi: "Melack". Le canzoni racchiuse in questa demo sono racchiuse ora in altre compilation.
La demo fu mandata presso la "Burning Heart Records" che in risposta propose al gruppo la creazione di un CD singolo. Nel novembre del 93 fu registrato un cd di sei singoli dal nome "Use Your Nose", tra le canzoni si ricordano una nuova versione di "Pain" tratta da "Goofy" e "Melack" da "Melack".
I singoli piacquero subito e i Millencolin incominciarono a suonare le loro canzoni anche fuori dalla loro città natale, Örebro.
La "Burning Heart Records" si definì molto soddisfatta e propose ai Millencolin di produrre un disco sotto la loro etichetta. Cinque mesi dopo fu prodotto il secondo cd di singoli "Skauch" che era in realtà un anticipo del nuovo album; solo due tra le sei canzoni che lo componevano erano loro creazioni, le altre quattro erano cover.

### Il primo disco

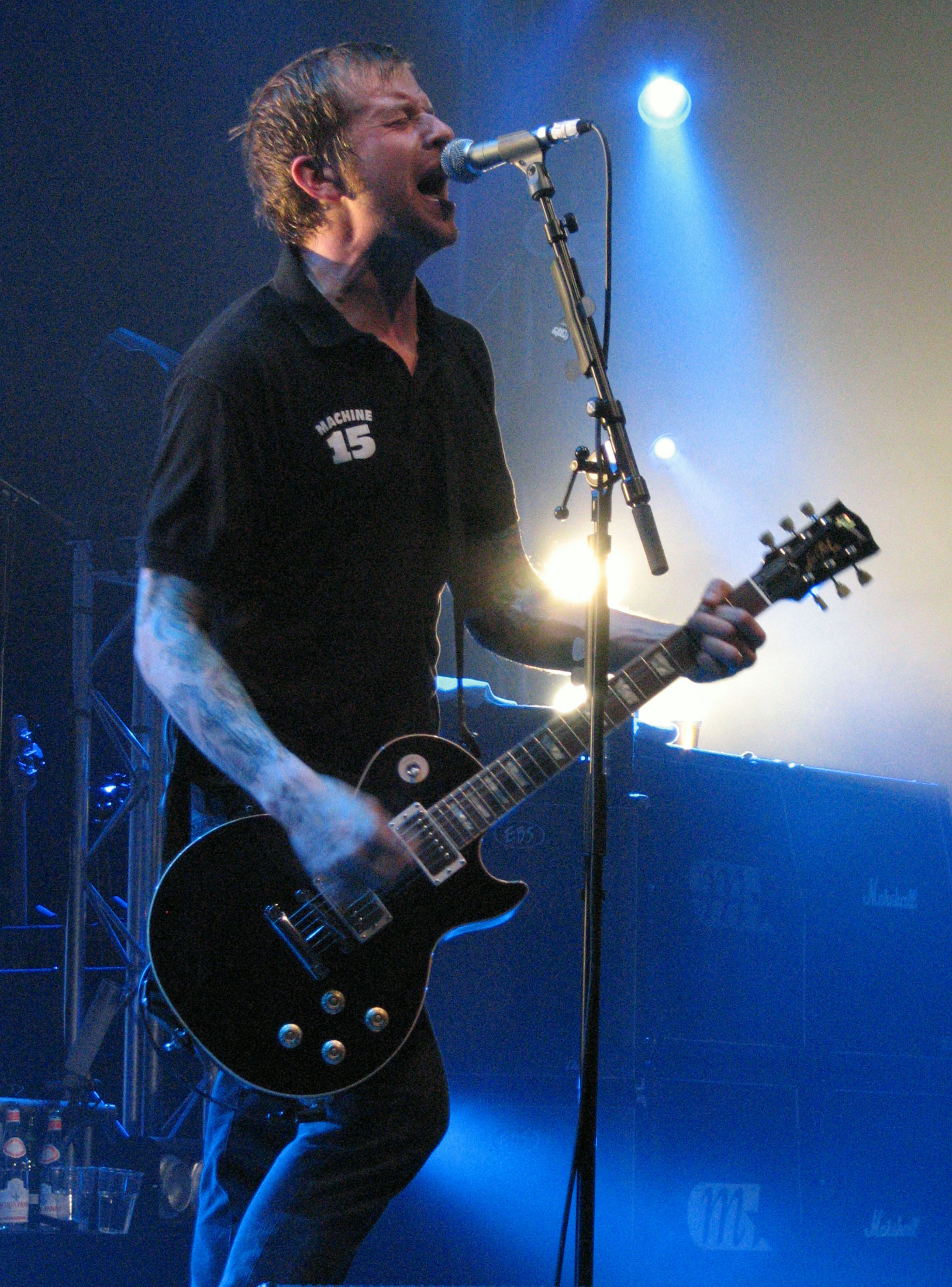
Mathias Farm

In agosto del '94 si recarono presso gli Unisound Studios dove registrarono il loro primo disco, Tiny Tunes, di cui vengono ricordate "mr. Clean", "da Strike" e "Leona".
Da strike entra nelle classifiche svedesi e viene creato un videoclip e prodotto un disco singolo solo per questa canzone. Nel ‘94 i Millencolin prendono parte a più di 100 esibizioni nella sola Svezia.
Nel ‘95 sia gli studi della "Burning Heart Records" sia quelli della "Unisound" si spostarono ad Örebro. Nell'agosto dello stesso anno fu inciso il loro secondo album "Life on a Plate" che venne però commercializzato ad ottobre. si ricordano da questo disco "Bullion", "The Story of My Life" da cui fu tratto un videoclip insieme a "Move Your Car", "Friends Till' The End". Queste sono solo 4 delle 14 canzoni totali del disco.
Parteciparono a molti festival (24) tra cui uno in Norvegia ed uno in Danimarca. Questo album arrivò alla quarta posizione nella classifica nazionale.
Nel settembre del ‘95 incominciarono il loro primo tour all'infuori della Scandinavia. Fecero un tour di 10 date in Germania come supporter dei Pennywise.
Un paio di settimane dopo incominciarono un piccolo tour europeo 'privato' in Svizzera, Francia, Inghilterra e Germania.
Alla fine del ‘95 Brett Gurewitz, chitarrista dei Bad Religion e fondatore della Epitaph Records (la più importante etichetta indipendente) contattò il gruppo per cercare di distribuire Life on a Plate e firmare un contratto per gli US. L'album fu distribuito nel ‘96. In quell'anno i Millencolin presero parte a diversi tour. in tutto si contano più di 150 spettacoli; quasi uno ogni 3 giorni.
La Burning Heart Records ebbe molti problemi a causa del loro primo disco intitolato Tiny Tunes (come i cartoni animati della Warner Bros.) che venne cambiato in Same Old Tunes, il contenuto rimase lo stesso.
Il terzo album For Monkeys uscì il 21 agosto del '97, un anticipo del disco con 3 singoli si vide a marzo conteneva tre canzoni: "Lozin Must", "Vixen" e una reinterpretazione dei Desmond Dekkers, Israelites.
Il tour per questo disco incominciò nel maggio del ‘97 per concludersi dopo più di un anno, nell'agosto del ‘98. Comprese tappe in Europa, Australia, Giappone, US, Canada, Brasile ed Argentina: in tutto fecero quasi 200 spettacoli.
Dopo più di 500 esibizioni in 5 diversi continenti ed aver passato 3 anni su 5 dall'inizio dell'avventura Millencolin lontani da casa e dalle rispettive famiglie, il gruppo decise di prendere una pausa a tempo indeterminato.

### La pausa: 1997-1999

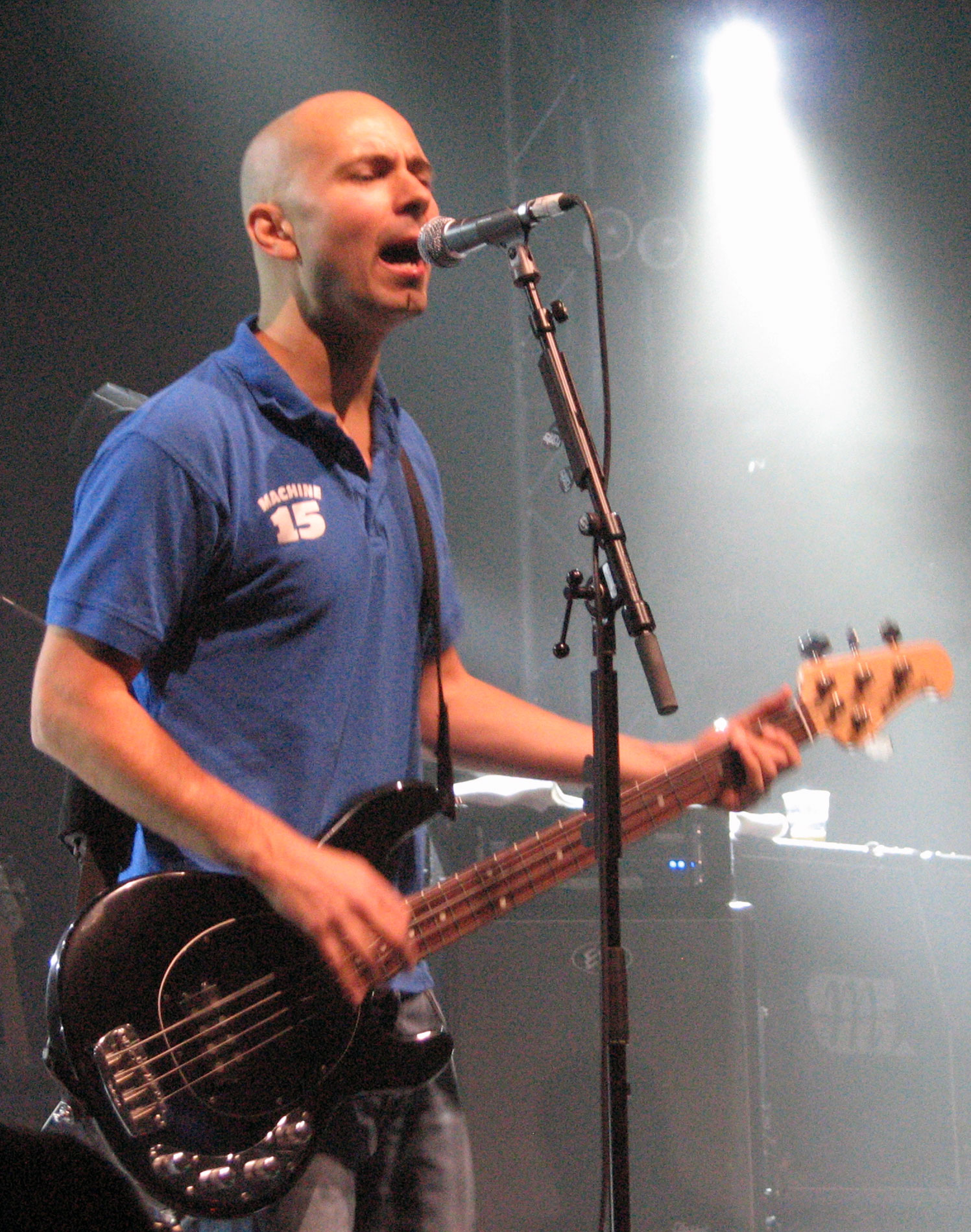
Nikola Sarcevic

Il '99 vede portati alla luce nuovi progetti. Un DVD dal titolo MILLENCOLIN & the hi-8 Adventures altro non è che un insieme di 23 brani in 76 minuti tratti da materiale live, video clip e video vari della storia dei Millencolin. Più o meno in contemporanea fu fatto uscire "The Melancholy Collection" una raccolta dei primi 2 cd singoli ed altre canzoni provenienti da altre collezioni fuori dalle produzioni ufficiali a larga distribuzione; il prodotto finale fu una raccolta di 22 tra brani e cover dal 1993 al 1998.
Nel '99 le energie erano quindi tornate ed i Millencolin decisero che era il momento di scrivere un nuovo album. Contattarono Brett della Epitaph Records che accettò di registrare e produrre il loro nuovo disco. Si recarono in quello che era, per loro, una leggenda, i "Westbweach Studios" ad Hollywood, California (USA). Partirono quindi verso Hollywood alla fine di luglio con l'obiettivo di registrare il loro quarto album. Appena arrivati sentirono che il cambio di atmosfera avrebbe giovato alla produzione. Incominciò la produzione di quello che divenne "Pennybridge Pioneers" (traduzione letteraria della loro città natale dallo svedese all'inglese- Öre:Penny Bro:Bridge) che fu distribuito il 21 febbraio del 2000. Non aspettarono e partirono subito per il tour ed incomincio il "Pennybridge Pioneers World Tour" ai primi di febbraio a Wellington in Nuova Zelanda seguito poi da un tour australiano. In Nuova Zelanda ed Australia il cd venne distribuito con 2 settimane di anticipo.
Tornarono ad Örebro il giorno prima della distribuzione svedese per partecipare ad un party in loro onore organizzato dalla "Burning Heart Records" dove suonarono per i loro amici.
Quindi parteciparono negli Stati Uniti a 2 puntate del "Punk-O-Rama" e il "Warped Tour" che li vide impegnati per sette settimane, 2 tour europei più relativi festival nelle varie città ed organizzarono un secondo tour australiano. si aggiunsero 115 show alla lista che salì a più di 600 esibizioni. Tra una pausa e l'altra di questa stagione musicale si recarono a Los Angeles dove registrarono 2 video per "Penguins & Polarbear" e "Fox".
Dopo l'ultimo festival a cui parteciparono per il "Pennybridge Pioneers World Tour" al "Livid festival" a Brisbane, Australia nell'ottobre del 2000. Cominciarono a scrivere nuove canzoni. Questa volta decisero di tornare in Svezia per la produzione, gli venne raccomandato da alcuni amici alla "Samian Record" come produttore Lou Giordano che venne subito contattato ed incominciò il lavoro con la band per il nuovo disco.
Prima dell'inizio delle registrazione presero accordi con gli "The Offspring" come sostenitore per il loro Tour americano e qualche Festival estivo.
L'11 settembre 2001 all'aeroporto Arlanda di Stoccolma ricevettero Lou che arrivava da NY. L'aereo di Lou fu l'ultimo aereo da Newark diretto in Svezia prima del disastro al World Trade Center. Questo episodio influenzò la registrazione del disco poiché fu molto sentito da tutti i componenti. Le prove vennero effettuate presso il "Mathias' Soundlab Studios" ad Örebro, mentre la registrazione fu effettuata presso il "Little Big Room Studios" ad Haninge un quartiere periferico di Stoccolma. Il disco "Home From Home" impiegò un mese di registrazione e la canzone omonima era una riflessione sul fatto che la band era ormai diventata per loro una famiglia, una seconda casa.
Il tour per questo disco riprese lo stile del passato, facendo uscire con un paio di settimane di anticipo in Australia e Nuova Zelanda il disco rispetto al resto del mondo e tornando in Svezia ad Örebro per l'uscita mondiale ed il party presso un club della città. Il tour seguì tappe in N. America ed Europa prendendo parte ad alcuni Festival estivi.

### Il decimo anniversario
L'ottobre del 2002 fu il 10º anniversario della band che fu celebrato presso il "Club 700" ad Örebro e l'inizio della competizione annuale di skateboard presso il loro "park Brädcentralen" il "Millencolin Open". Quel WE "Brett Gurewitz" dei "Bad Religion" e proprietario della Epitaph Records partecipò come terza chitarra per "Fox" ed interpretarono una canzone dei BR "American Jesus".
Quindi l'"Home From Home Tour" continuò nel gennaio del 2003 con il "Big Day Out Festival" in Nuova Zelanda, seguito da un tour in Gran Bretagna, un tour tutto Svedese ed uno nella costa ovest americana. Era in programma di far seguire un tour anche nella costa est, ma a causa di un tragico incidente ad un familiare di uno di loro il tour venne interrotto. Il tour nella costa est venne ripreso nel novembre del 2003.
Nel 2004 incominciarono a provare nuovi suoni e a scrivere nuove canzoni per il loro sesto album. Parteciparono ad altri festival estivi. Il 2005 vede distribuito il loro attuale ultimo album Kingwood che vede riprese alcune sonorità dei Millencolin del passato che trovano espressione in canzoni come "Biftek Supernova".
Il 2005 ed il 2006 li vedono impegnati per il "Kingwood World Tour" che termina con il "Leeds Festival" in Gran Bretagna il 27 agosto del 2006.
Il 2007 vede i Millencolin riunirsi per la registrazione di quello che sarà il loro settimo disco, Machine 15. Le registrazioni iniziano venerdì 26 ottobre del 2007 presso il Sound Lab Studios ad Örebro. Ancora una volta decidono di lavorare con Lou Giordano (produttore anche per l'album Home From Home). Il mix audio inizia il 28 novembre a Berlino sotto la supervisione di Lou e Michael Ilbert presso l'Hansa Studios. Il 15 dicembre inizia il mastering del disco presso lo Sterling Sound a New York da George Marino.
La data di uscita dell'album è il 7 aprile 2008 in Europa.
In Australia come già successo in passato l'album viene commercializzato con qualche settimana in anticipo rispetto al mercato Europeo ovvero il 22 marzo 2008, nel mercato USA il 6 maggio 2008 mentre in Giappone l'album è venduto a partire dal 21 maggio 2008.

### 2012 a oggi
Il 2012 è stato festeggiato come il 20º anniversario della band. Il tour che seguì (in Europa, Americhe, Oceania), comprese nella scaletta solamente i brani tratti dall'album "Pennybridge Pioneers". Nello stesso anno esce il DVD "The Melancholy Connection", contenente interviste e filmati riguardanti la registrazione di Pennybridge Pioneers.
Il 16 febbraio 2015 annunciano l'uscita dell'ottavo album studio "True Brew" edito da Epitaph Records. L'album riprenderà le sonorità che hanno caratterizzato la band dal loro inizio. Nella stessa data è stato pubblicato il singolo Sense & Sensibility.

## Discografia

### Album in studio
- 1994 - Same Old Tunes
- 1995 - Life on a Plate
- 1997 - For Monkeys
- 2000 - Pennybridge Pioneers
- 2002 - Home from Home
- 2005 - Kingwood
- 2008 - Machine 15
- 2015 - True Brew
- 2019 - SOS

### Raccolte
- 1999 - The Melancholy Collection
- 2012 - The Melancholy Connection

### VHS/DVD
- 1999 - MILLENCOLIN & the hi-8 Adventures[2]

### Apparizioni in compilation
- 2005 - Warped our 2005 Tour Compilation